# Edward Rajber

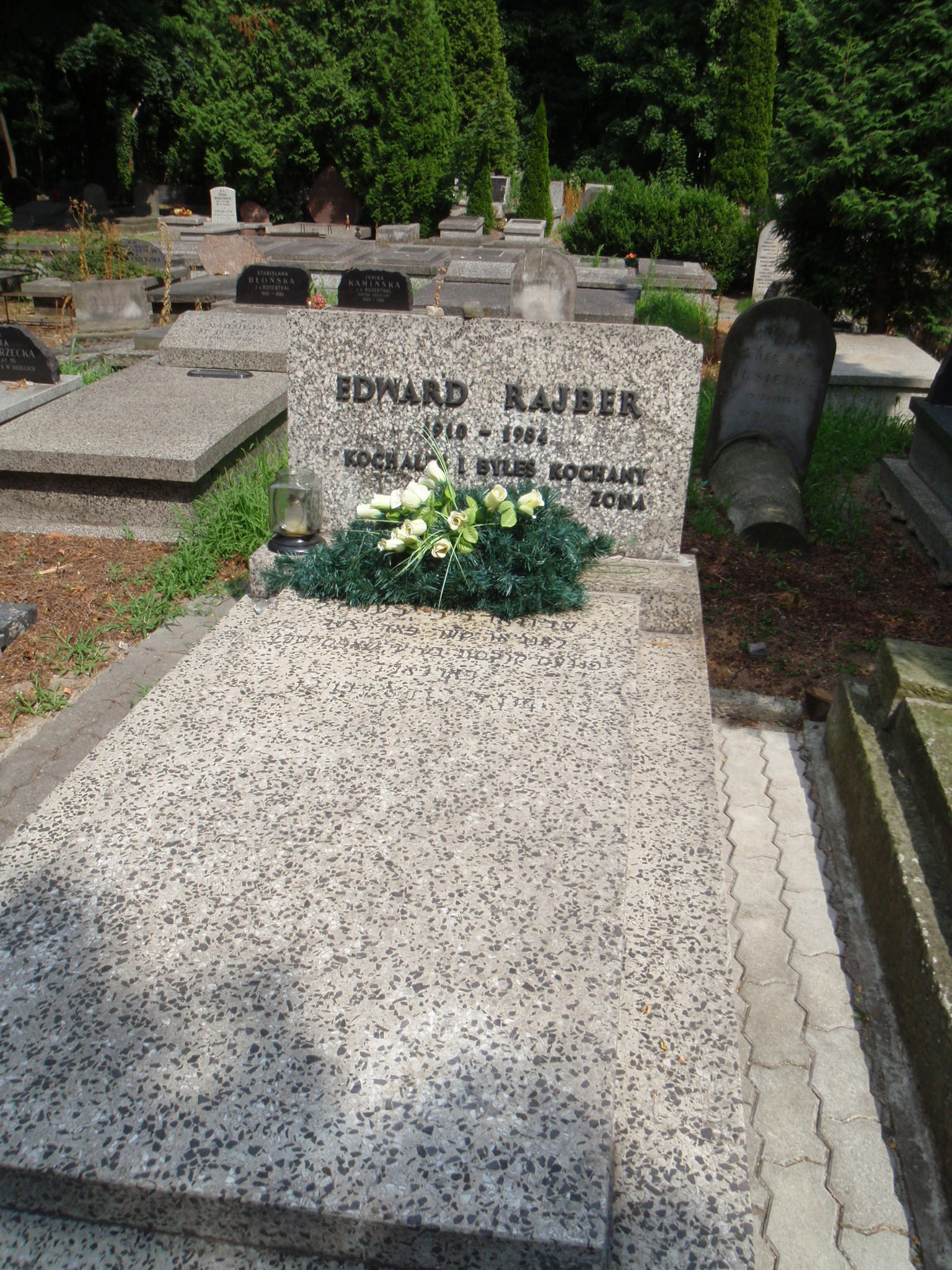
Grób Edwarda Rajbera na cmentarzu żydowskim w Warszawie

Edward Rajber (jid. עדוואַַרד רײַבער; ur. 2 kwietnia 1910 w Rzeszowie, zm. 10 marca 1984 w Warszawie) – polski działacz społeczności żydowskiej, w latach 1968–1984 przewodniczący Towarzystwa Społeczno-Kulturalnego Żydów w Polsce.

## Życiorys
Urodził się w Rzeszowie w biednej rodzinie żydowskiej. Od najmłodszych lat angażował się w pracę w związku zawodowym, skupiającym najbiedniejszą warstwę społeczną – robotników, służących i niewykwalifikowanych. Działał w Komunistycznym Związku Młodzieży Polskie oraz Komunistycznej Partii Polski. Brał udział w kampanii wrześniowej, a w listopadzie 1939 uciekł do Związku Sowieckiego. Pracował tam w kopalni węgla i działał na rzecz społeczności żydowskiej w Związku Patriotów Polskich.
W 1946 jako repatriant wrócił do Polski i osiadł w Dzierżoniowie. Tam podjął pracę w zakładach włókienniczych, a także organizował dla ludności żydowskiej kursy dające możliwość zdobycia zawodu. Działał w Polskiej Partii Robotniczej i PZPR. W latach 1947–1956 sprawował funkcję I sekretarza Komitetu Miejskiego i Powiatowego w Dzierżoniowie, następnie zaś m.in. w Kłodzku, Ziębicach i Lubaniu Śląskim. Był członkiem Rady Frontu Jedności Narodu.
W 1962 został wybrany na stanowisko sekretarza generalnego Towarzystwa Społeczno-Kulturalnego Żydów w Polsce i w tym samym roku przeprowadził się do Warszawy. Zajmował się sprawami dzieci i młodzieży żydowskiej. Organizował kolonie i obozy letnie, wspierał finansowo dom dziecka w Świdrze oraz organizował spotkania dla studentów. Po antysemickiej kampanii będącej następstwem wydarzeń marcowych został wybrany przewodniczącym Towarzystwa. Funkcję tę pełnił do śmierci w 1984. Był członkiem Rady Artystycznej Państwowego Teatru Żydowskiego.
Pochowany jest na cmentarzu żydowskim przy ulicy Okopowej w Warszawie (kwatera 8, rząd 9). Jego żona Hanna Mistowska-Rajber (zm. 2021) była członkiem Zarządu Głównego TSKŻ.
Odznaczony m.in. Orderem Sztandaru Pracy II klasy, Krzyżami Komandorskim i Kawalerskim Orderu Odrodzenia Polski, Srebrnym Krzyżem Zasługi, a także Medalem 30-lecia Polski Ludowej.